# 岩本蓮加
岩本蓮加（日语：／ Iwamoto Renka */?，2004年2月2日—）是日本偶像藝人，為女子偶像團體乃木坂46成員，東京都出身。2016年以乃木坂46三期生身分出道。

## 經歷
2004年2月2日岩本出生於東京都。
從幼稚園到小學五年級裡，一直在學體操，並在全國比賽中，獲得第三名，後來受到啦啦隊的姐姐影響，在小學一年級學了嘻哈舞。
2016年9月4日，岩本通過乃木坂46三期生徵選，先前於「SHOWROOM部門」審查中以編號8號於SHOWROOM頻道進行個人直播，直播結束後獲得排位第一。合格發表後，於LINE LIVE《乃木坂46 3期生決定特輯》進行實況配信，同時開始在乃木坂46的活動。並於出版社合作特別企劃中，獲得雜誌《LOVE berry》特別賞。12月10日，於日本武道館舉行的「乃木坂46三期生見面會」中首次公開亮相。12月19日，乃木坂46三期生部落格開設，以每日1名成員的方式輪流撰寫，岩本於12月20日開始，每隔12天撰寫一篇部落格。
2017年2月2日至12日，在15場的3期生公演《3人的主角》中，岩本參加的唯一一場為2月12日的日場公演。5月9日至14日，參與三期生首場演唱會「乃木坂46三期生單獨LIVE」，共8個場次。
2018年2月22日，岩本在乃木坂46官方網站的個人網誌開通。4月25日發行的乃木坂46第20張單曲《同步巧合》的三期生歌曲《心動不已》中首次擔任Center。7月1日播放的《乃木坂工事中》，岩本在乃木坂46第21張單曲《以自我為中心！》首次擠身選拔，同時成為前排成員並擔任福神。
2019年3月，從中學畢業。9月4日發行的乃木坂46第24張單曲《黎明來臨前無須逞強》的Under曲《〜Do my best〜沒有意義》中擔任Center。10月10日至11日，作為歷代最年少座長參加在幕張展覽館舉行的「Under Live 2019」。
2020年3月1日，開始擔任廣播節目《乃木坂46的「乃」》的第15代MC。
2021年8月24日，宣布首次參演並主演電影《世上若沒有櫻花》，於劇中飾演在「終活顧問」打工的不上學女高中生吉岡咲。
2022年3月，從高中畢業。7月17日，入選乃木坂46第30張單曲《喜歡是件搖滾的事！》的選拔成員，同時也是睽違約4年重返福神行列。
2024年2月2日，在20歲生日當天，開設個人Instagram帳號。7月1日，宣布與竹財輝之助共同主演將於7月18日播出的電視劇《那樣的家人就丟掉好了？》，也是岩本首次擔任電視劇主演。11月19日，發行第一本個人寫真集《調皮之風》，於馬來西亞的吉隆坡、檳城島、馬六甲等地拍攝。以5.5萬銷量取得Oricon公信榜書籍週榜寫真集部門第一位，綜合部門則是第二位。

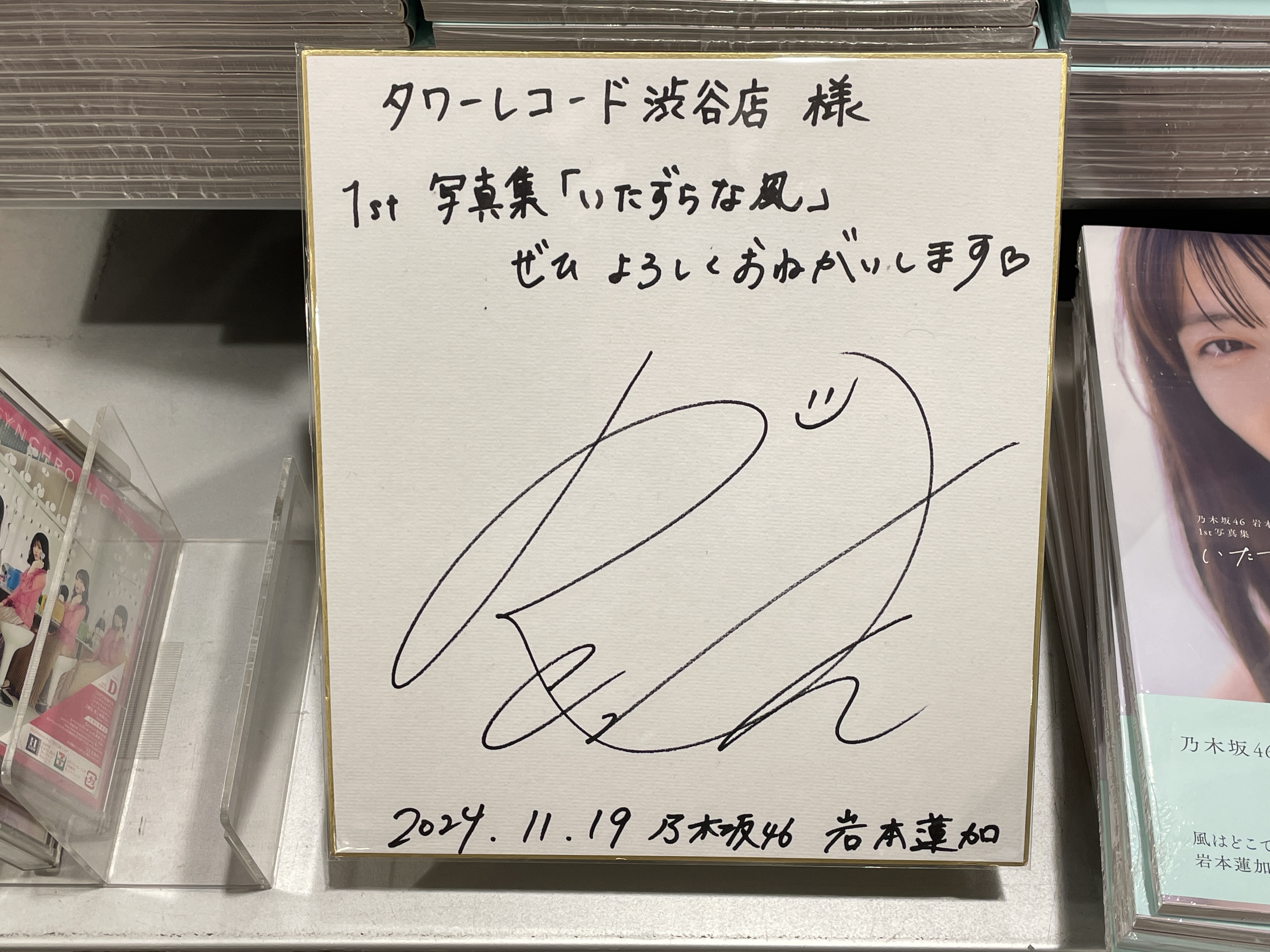
岩本蓮加的簽名

2025年1月2日，首次以配音員的身分配音電視動畫《天久鷹央的推理病歷表》。1月14日，因私人照片外流，而宣布暫停所有乃木坂46的活動。2月16日，宣布將於22日、23日在福岡巨蛋舉行的與田祐希畢業演唱會中重新開始活動。

## 人物
- 暱稱是蓮糖、蓮醬[42]、蓮蓮[42]、蓮加[43]。
- 為家中三姐妹中最小的女兒[44]。
- 受到姐姐的影響，而喜歡上了乃木坂46[45][44]。在乃木坂46中最憧憬的前輩是齋藤飛鳥[46][47]。最喜歡的乃木坂46歌曲是《生命如此美好》[48]。
- 擅長彈吉他[49]，曾在乃木坂46的綜藝節目[50][51]和演唱會中表演過[52]。
- 特技是從幼稚園開始學習的體操[45]和舞蹈[53]。

## 參與歌曲
- 標註「★」符號表示該首歌曲有拍攝MV。

### 單曲
乃木坂46
|      | 發行日期        | 單曲名稱              | 參與歌曲名稱           | MV | 備註     |
| ---- | --------------- | --------------------- | ---------------------- | -- | -------- |
| 17th | 2017年03月022日 | 大影響家              | 第三陣風               | ★  | 出道作品 |
| 18th | 2017年08月09日  | 蜃景                  | 未來的答案             | ★  |          |
| 19th | 2017年10月11日  | 及時行事              | 我的衝動               | ★  |          |
| 20th | 2018年04月25日  | 同步巧合              | 全新的世界             | ★  |          |
| 20th | 2018年04月25日  | 同步巧合              | 心動不已               | ★  | Center   |
| 21st | 2018年08月08日  | 以自我為中心！        | 以自我為中心           | ★  | 十四福神 |
| 21st | 2018年08月08日  | 以自我為中心！        | 空扉                   | ★  |          |
| 21st | 2018年08月08日  | 以自我為中心！        | 我喜歡過你，但是…      |    |          |
| 21st | 2018年08月08日  | 以自我為中心！        | 感覺不像自己           |    |          |
| 22nd | 2018年11月14日  | 想繞遠路回家          | 日常                   | ★  |          |
| 22nd | 2018年11月14日  | 想繞遠路回家          | 不成眠的商隊           | ★  |          |
| 23rd | 2019年05月29日  | Sing Out!             | Sing Out!              | ★  | 選拔     |
| 23rd | 2019年05月29日  | Sing Out!             | 平行線                 | ★  |          |
| 24th | 2019年09月04日  | 黎明來臨前無須逞強    | 〜Do my best〜沒有意義 | ★  | Center   |
| 24th | 2019年09月04日  | 黎明來臨前無須逞強    | 你，認識我嗎？         |    |          |
| 25th | 2020年03月25日  | 幸福的保護色          | 幸福的保護色           | ★  | 選拔     |
| 25th | 2020年03月25日  | 幸福的保護色          | 每天都是Brand new day  | ★  |          |
| 26th | 2021年01月27日  | 我會喜歡上自己的      | 我會喜歡上自己的       | ★  | 選拔     |
| 26th | 2021年01月27日  | 我會喜歡上自己的      | 有明天的理由           |    | Center   |
| 26th | 2021年01月27日  | 我會喜歡上自己的      | Wilderness world       | ★  |          |
| 27th | 2021年06月09日  | 對不起Fingers crossed | 對不起Fingers crossed  | ★  | 選拔     |
| 27th | 2021年06月09日  | 對不起Fingers crossed | 一切都是一場夢         | ★  |          |
| 27th | 2021年06月09日  | 對不起Fingers crossed | 不受大人們的指示       |    | Center   |
| 28th | 2021年09月22日  | 被你罵了              | 被你罵了               | ★  | 選拔     |
| 28th | 2021年09月22日  | 被你罵了              | 熟悉的陌生人           |    |          |
| 29th | 2022年03月23日  | Actually…             | Actually…              | ★  | 選拔     |
| 29th | 2022年03月23日  | Actually…             | 過度解讀               |    |          |
| 29th | 2022年03月23日  | Actually…             | 喜歡上了               |    |          |
| 30th | 2022年08月31日  | 喜歡是件搖滾的事！    | 喜歡是件搖滾的事！     | ★  | 十一福神 |
| 30th | 2022年08月31日  | 喜歡是件搖滾的事！    | 朝著我拍手的方向       | ★  |          |
| 31st | 2022年12月7日   | 不存在於此的事物      | 不存在於此的事物       | ★  | 選拔     |
| 32nd | 2023年03月29日  | 人們終將再度追夢      | 人們終將再度追夢       | ★  | 選拔     |
| 32nd | 2023年03月29日  | 人們終將再度追夢      | 我們的道別             | ★  |          |
| 32nd | 2023年03月29日  | 人們終將再度追夢      | 眼淚的滑梯             |    |          |
| 33rd | 2023年08月23日  | 獨自一人的天堂        | 獨自一人的天堂         | ★  | 十一福神 |
| 33rd | 2023年08月23日  | 獨自一人的天堂        | 某人的肩膀             |    |          |
| 34th | 2023年12月06日  | Monopoly              | Monopoly               | ★  | 十一福神 |
| 35th | 2023年04月10日  | 機會平等              | 機會平等               | ★  | 十一福神 |
| 36th | 2024年08月21日  | 放縱日                | 放縱日                 | ★  | 十一福神 |
| 36th | 2024年08月21日  | 放縱日                | 那道光                 |    |          |
| 37th | 2024年12月11日  | 步道橋                | 步道橋                 | ★  | 選拔     |
| 37th | 2024年12月11日  | 步道橋                | 落雪之日再相見吧       |    |          |
| 38th | 2025年3月26日   | 臍橙                  | 交感神經優勢           | ★  |          |
| 38th | 2025年3月26日   | 臍橙                  | 懷念之情的前方         | ★  |          |
| 39th | 2025年7月30日   | Same numbers          | 不道德的夏天           | ★  |          |

|}
1. ↑  站位依據官方MV及演唱會正式呈現為參考依據。

其他
| 發行日期                                    | 單曲名稱       | 參與歌曲名稱 | MV | 備註         |
| ------------------------------------------- | -------------- | ------------ | -- | ------------ |
| 2020年6月17日（日本） 2020年6月24日（海外） | 世界中的鄰居啊 | —            | ★  | 下載限定歌曲 |
| 2020年7月24日                               | Route 246      | —            | ★  | 下載限定歌曲 |

### 專輯
乃木坂46
|        | 發行日期       | 專輯名稱         | 參與歌曲名稱     | 備註   |
| ------ | -------------- | ---------------- | ---------------- | ------ |
| 3rd    | 2017年05月24日 | 最初的夢想       | 回憶優先         |        |
| 3rd    | 2017年05月24日 | 最初的夢想       | 指定溫度         |        |
| 4th    | 2019年04月17日 | 直到此刻化成回憶 | 即刻〜殘美傳説〜 |        |
| 精選輯 | 2021年12月15日 | Time flies       | 最後的Tight Hug  | 主打曲 |
| 精選輯 | 2021年12月15日 | Time flies       | Hard to say      |        |

其他
| 發行日期      | 專輯名稱                                    | 參與歌曲名稱 | MV | 備註       |
| ------------- | ------------------------------------------- | ------------ | -- | ---------- |
| 2024年5月15日 | TM NETWORK TRIBUTE ALBUM -40th CELEBRATION- | BE TOGETHER  |    | TM NETWORK |

## 演出

### 電視劇
- 殘美（2019年1月24日－3月28日，日本電視台）：飾演 內藤惠美[54]
- 吉祥寺Losers（2022年4月11日－6月27日，東京電視台）：飾演 間宮理子[55][56]
- 那樣的家人就丟掉好了？（2024年7月19日－，關西電視台）：飾演 篠谷一花（主演）[57][58]

### 舞台劇
- 殘美〜Theater's end〜（2019年2月7日－17日，天王洲 銀河劇場（日语：天王洲 銀河劇場））：飾演 志乃（TEAM GREEN）[59]

### 電影
- 世上若沒有櫻花（日语：世の中にたえて桜のなかりせば）（2022年4月1日，東映）：主演 吉岡咲[60][61]

### 電視動畫
- 天久鷹央的推理病歷表（2025年1月1日－，東京都會電視台）[62]：聲：木村真冬

### 廣播節目
- 乃木坂46的“乃”（2020年3月1日－2021年3月28日，文化放送）- 第15代主持人[63][64]

## 書籍

### 寫真集
- 調皮之風（いたずらな風，2024年11月19日，竹書房）[65]

### 雜誌連載
- LOVE berry vol.5、6（2016年12月20日、2017年3月15日，德間書店）- 模特兒[66][67]
- an・an（日语：an・an） -「美容的坂道攀登隊」（2022年2月22日－，Magazine House）- 與高本彩花（日向坂46）、守屋麗奈（櫻坂46）共演[68]

## 外部連結
- 乃木坂46個人介紹頁（日語）
- 岩本蓮加 官方部落格（页面存档备份，存于） - 乃木坂46官方網站（2018年2月22日－）（日語）
- 岩本蓮加的Instagram帳戶（2024年2月2日－）（日語）
- 岩本 蓮加（乃木坂46）的SHOWROOM專頁（日語）
- 乃木坂46岩本蓮加1st写真集《調皮之風》【公式】的X（前Twitter）（2024年9月16日－）（日語）